# Georges-Guillaume Ier de Brandebourg
Georges-Guillaume Ier, né le 13 novembre 1595 à Cölln et mort le 1er décembre 1640 à Königsberg, est un prince de la maison de Hohenzollern, fils de l'électeur Jean III Sigismond de Brandebourg et d'Anne de Prusse. Il est électeur de Brandebourg et duc en Prusse de 1619 jusqu'à sa mort, ainsi que duc de Clèves et comte de la Marck. 
Poussé par son beau-frère le roi suédois Gustave II Adolphe à entrer dans la guerre de Trente Ans du côté des États protestants, il ne parvient à s’imposer ni diplomatiquement, ni militairement et se laisse déborder par les menées pro-Habsbourg de son ministre, le comte Adam von Schwartzenberg. La fin des années 1630 voit la mise à sac de la marche de Brandebourg et Georges-Guillaume meurt en quasi-exil en Prusse-Orientale, laissant Schwartzenberg seul maître d'un pays au bord de l’effondrement.

## Biographie

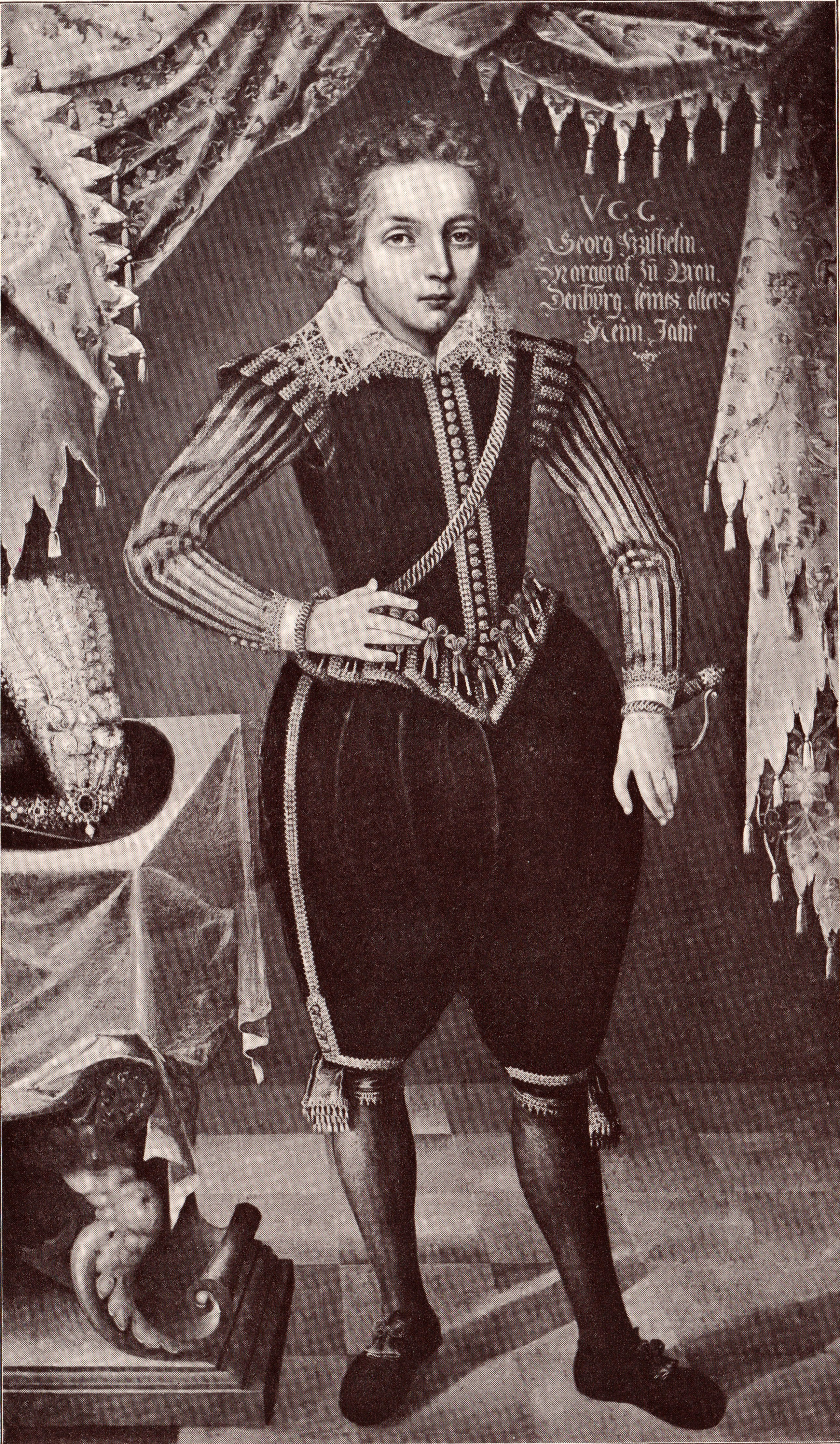
Georges-Guillaume, prince-héritier, à l'âge de neuf ans.

Georges-Guillaume est le fils aîné de Jean III Sigismond (1572-1619), électeur de Brandebourg et duc en Prusse à partir de 1608, et de son épouse Anne (1576-1625), fille du duc Albert-Frédéric de Prusse. Il a étudié à l'université de Francfort et a passé cinq ans au poste de gouverneur dans le duché de Clèves, avant qu'il succède à son père comme souverain de la marche de Brandebourg et du duché de Prusse.
Le 24 juillet 1616 à Heidelberg, le prince épousa Élisabeth-Charlotte du Palatinat (1597-1660), sœur de l'électeur palatin Frédéric V qui drigeait l'Union protestante, une coalition d'États protestants du Saint-Empire romain, formée en 1608 en réaction aux tensions interconfessionnelles. En août 1619, les États de Bohême, à majorité protestantse, proposent le titre de roi à Frédéric V, ce qui a débouché sur l'éclatement de la guerre de Trente Ans. La belle-mère de Georges-Guillaume, Louise-Juliana d'Orange-Nassau, vivant à la cour brandebourgeoise, l'a harcelé et exigé qu'il se chargeât du cas ; soutenue par son beau-frère Louis-Philippe de Palatinat-Simmern, frère cadet d'Élisabeth-Charlotte et le futur mari de la princesse Marie-Éléonore de Brandebourg. De plus, la princesse Catherine de Brandebourg épouse Gabriel Bethlen Gabriel II Bethlen, prince de Transylvanie et chef militaire protestant en conflit avec l'empereur.
En dépit de cette grave situation familiale, Georges-Guillaume tente de rester simplement neutre, à la manière de l'électorat de Saxe, afin de sauvegarder son patrimoine. Ce d'autant qu'Il a eu besoin de l'aide de l'empereur pour maintenir la possession du duché de Prusse, officiellement un fief de la couronne de Pologne. Le développement ultérieur, toutefois, a rendu son position de plus en plus difficile, après que sa sœur Marie-Éléonore avait épousé le roi Gustave II Gustave Adolphe de Suède et refusé la demande de mariage de Ladislas IV, fils du roi polonais Sigismond Vasa. En 1628, lors du siège de Stralsund par les troupes de Wallenstein, le roi suédois a décidé d'intervenir dans le conflit.
Lors de la conclusion du traité de Barwald en 1631, finalement, Gustave Adolphe l'entraîne dans la guerre. Or les ministres du margrave sont divisés : aux conseillers protestants Levin von Knesebeck et Samuel von Winterfeld s'oppose le prince catholique rhénan Schwartzenberg, et lorsqu’en 1626 les Impériaux paraissent prendre le dessus, Schwartzenberg fait écarter von Winterfeld. Avec l'entrée en guerre de la Suède, le chancelier Sigismund von Götzen, d’obédience calviniste, prend le dessus à la cour et contraint à son tour Schwartzenberg à s'exiler à Clèves (1630) ; exil temporaire, puisque les revers de fortune des Suédois entraînent, en 1634-35, le rappel de Schwartzenberg à Berlin. 

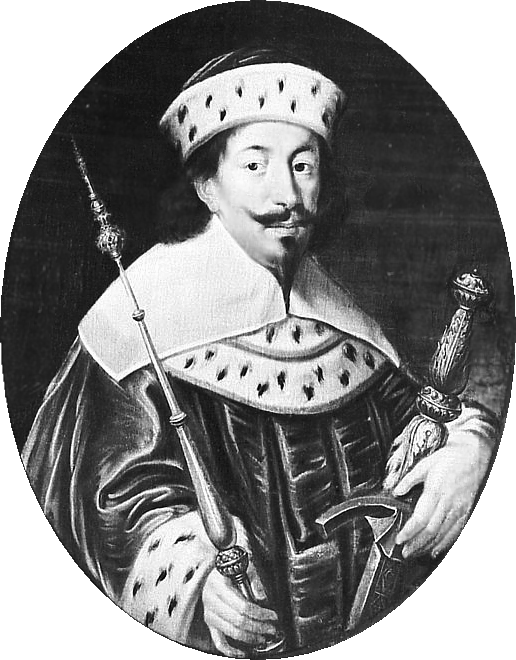
Georges-Guillaume en robe d'électeur.

En effet, après trois années de conquêtes ininterrompues, l’armée suédoise est défaite à la bataille de Nördlingen le 6 septembre 1634. Georges-Guillaume, à l'instigation du comte von Schwartzenberg, se retire des rangs de l'armée suédoise et signe avec l’empereur Ferdinand II une paix séparée : la paix de Prague, le 30 mai 1635. Schwartzenberg représente à Georges-Guillaume qu'il est possible de faire main basse sur le duché de Poméranie au détriment des Suédois à condition d’appuyer militairement les Habsbourg ; il estime qu'il faut pour cela mobiliser une armée de 26 000 hommes. Cependant le recrutement est un échec et le margrave de Brandebourg ne parvient à lever qu'un contingent de 11 000 hommes. Simultanément, le Brandebourg sans défense subit les ravages des troupes protestantes et catholiques : pillé et incendié, la population est décimée par les épidémies et la famine. 
Les troupes suédoises ont déferlé sur le Brandebourg. En 1638, Georges-Guillaume n'a plus d'autre choix que de s'enfuir avec sa cour à Königsberg en Prusse, en dehors du Saint-Empire, laissant Schwartzenberg seul maître d'un pays au bord de l’effondrement. Sans ressources financières et gravement malade, il y est décédé le 1er décembre 1640 à l'âge de 45 ans. Il fut le seul margrave de Brandebourg enterré à Königsberg.
Son fils et successeur Frédéric-Guillaume Ier, « le Grand Électeur », a réussi à conclure la paix de Westphalie, asseyant ainsi les fondements qui vont finalement permettre à la Brandebourg-Prusse d'accéder au rang de puissance européenne. Néanmoins, un siècle plus tard, les conséquences de la dévastation du Brandebourg lors de la guerre de Trente Ans se faisaient encore sentir.

## Famille

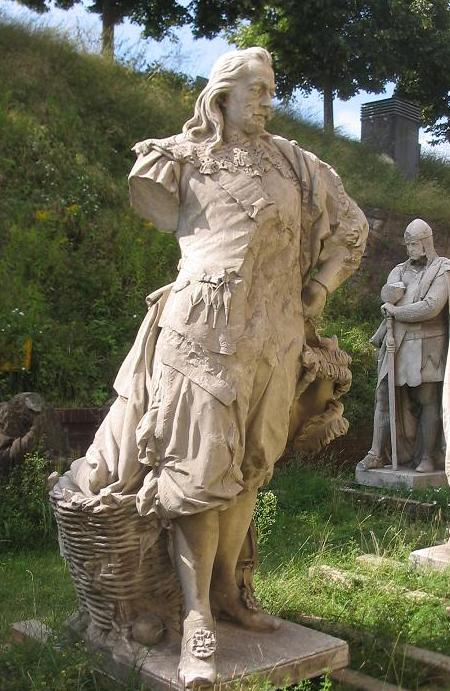
Statue de l'électeur par Cuno von Uechtritz-Steinkirch (1899), une partie de l'ancienne allée de la Victoire (Siegesallee) à Berlin, aujourd'hui dans la citadelle de Spandau.

### Généalogie
Georges-Guillaume de Brandebourg appartient à la première branche de la maison de Hohenzollern. Cette lignée donna des électeurs, des rois, des empereurs à la Prusse et l'Allemagne. Il est l'ascendant de l'actuel chef de la maison impériale d'Allemagne, le prince Georges-Frédéric de Prusse.
Fils de Jean III Sigismond de Brandebourg et d'Anne de Prusse, Georges-Guillaume reste dans l'histoire allemande comme un prince falot et indécis.

### Mariage et descendance
En 1616, Georges-Guillaume de Brandebourg épouse Élisabeth-Charlotte du Palatinat (1597 – 1660), fille du comte palatin du Rhin Frédéric IV et de Louise-Juliana d'Orange-Nassau.
Quatre enfants sont nés de cette union :
- Louise-Charlotte de Brandebourg (1617 – 1676), en 1645, elle épousa Jacques, duc de Courlande (1610 – 1682) ;
- Frédéric-Guillaume Ier de Brandebourg, électeur de Brandebourg, duc de Prusse ;
- Edwige-Sophie de Brandebourg (1623 – 1683). Elle épousa en 1649 le landgrave Guillaume VI de Hesse-Cassel (1637 – 1663) ;
- Jean de Brandebourg (1624 – 1624).